# 205號州際公路 (加利福尼亞州)
205號州際公路（英語：Interstate 205，簡稱I-205）是州際公路系統中5号州际公路在加利福尼亞州的輔助線，位於聖華金谷地，連接通往舊金山灣區的580號州際公路與中谷地區，全長12.973哩（20.878公里）。